# Primera batalla de Champaña
La primera batalla de Champaña (en francés première bataille de Champagne) se combatió en el Frente Occidental, durante la primera fase de la Primera Guerra Mundial, en la región de Champaña, en Francia. Opuso a fuerzas francesas con alemanas. Fue el primer ataque significativo que los Aliados lanzaron contra el Imperio alemán desde la excavación de las largas líneas de trinchera, tras la carrera al mar de otoño de 1914.

## La batalla
Tras breves escaramuzas de menor intensidad, la batalla comenzó el 20 de diciembre de 1914 y se extendió a un sector del frente que iba de Nieuwpoort a Verdun. Duró hasta el 17 de marzo del año siguiente.
Los combates comenzaron en el límite sur de Sayon, cerca a Perthes, y luego también se extendieron a Givenchy (donde se combatió del 18 al 22 de diciembre), en Perthes (20 de diciembre) y Noyon (22 de diciembre).
La batalla terminó con una avanzada muy exigua de las fuerzas francesas, que sin embargo perdieron 90.000 vidas: el mismo costo humano que pagaron los alemanes.

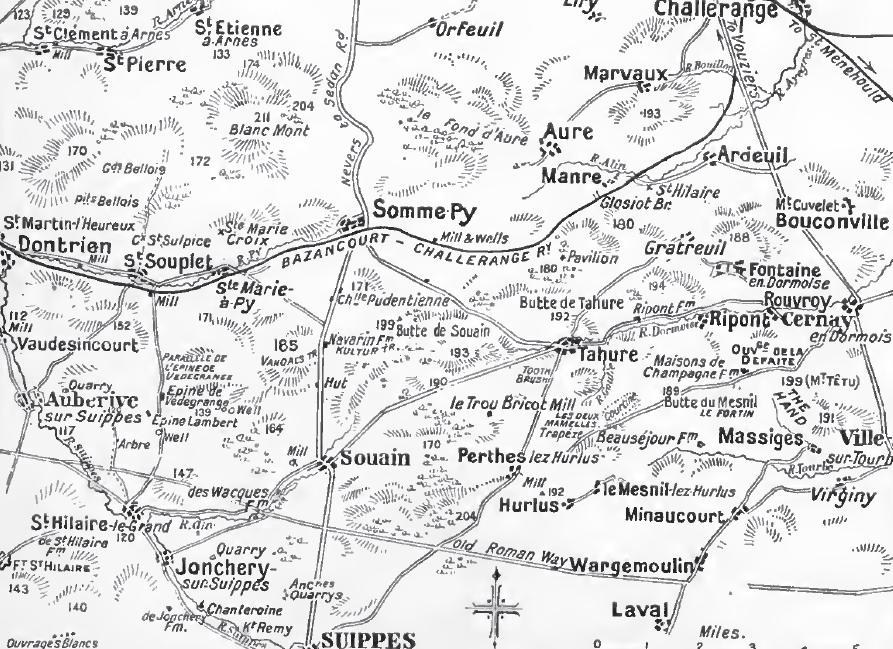
Área de la batalla.